# Leporinus fasciatus
Espèce
Synonymes
- Leporinus faciatus (Bloch, 1794)
- Leporinus novemfasciatus
 Spix & Agassiz, 1829
- Salmo fasciatus Bloch, 1794

Leporinus fasciatus, communément appelé Leporinus à bandes, est une espèce de poissons appartenant à la famille des Anostomidés, elle-même de l'ordre des Characiformes, originaire d'Amérique du Sud.

## Distribution géographique
Leporinus fasciatus est originaire d'Amérique du Sud, dans le bassin du fleuve Amazone.

## Comportement
Espèce grégaire. Vif et rapide, il nage en position oblique, tête en bas, dans les zones rocheuses à forts courants.

## Alimentation
Omnivore. Se nourrit de vers, crustacés insectes et plantes aquatiques.